# Овташен (Мартакерт)
Овташен (вірм. Հովտաշեն) — село у Мартакертському районі Нагірно-Карабаської Республіки. Село розташоване у південно-західній частині району.

## Пам'ятки
В селі розташована гробниця — ранішнє середньовіччя та курган 2-1 тис. до н. е.